# Krichak Bay
Die Krichak Bay (englisch; russisch бухта Кричака Buchta Kritschak) ist eine Bucht vor der ostantarktischen Georg-V.-Küste. Sie liegt im westlichen Abschnitt des Cook-Schelfeises.
Wissenschaftler der 2. Sowjetischen Antarktisexpedition (1956–1958) benannten sie. Namensgeber ist Oscar Grigorjewitsch Kritschak (1910–1960), Leiter der aerologischen und meteorologischen Sektion der 1. (1955–1957) und der 5. Sowjetischen Antarktisexpedition (1959–1961), der am 3. August 1960 bei einem Feuer auf der Mirny-Station ums Leben gekommen war. Das Antarctic Names Committee of Australia übertrug die russische Benennung 1964 ins Englische.